# Девочка на шаре (фильм)
«Девочка на шаре» — советский детский фильм 1966 года по сценарию Виктора Драгунского на основе его рассказов о Денисе Кораблёве. Режиссёры Леван Шенгелия и Глеб Комаровский.

## Сюжет
Мальчик Дениска (исп. Ираклий Циргиладзе), попав впервые в цирк, был очарован девочкой (исп. Оля Рябцева), исполняющей танец на шаре.
Вскоре цирк уезжает из города и это огорчает Дениску.
В музее он видит картину Пабло Пикассо «Девочка на шаре». В этой картине он узнаёт свою любовь — Таню…

## В ролях
- Юрий Яковлев — отец Дениски
- Алла Будницкая — мама Дениски
- Ираклий Циргиладзе — Денис Кораблёв
- Оля Рябцева — Таня Воронцова
- Михаил Кисляров — Толик (озвучила Мария Виноградова)[2]
- Галина Кравченко — бабушка Дениски
- Геннадий Бортников — эпизод (нет в титрах)
- Георгий Георгиу — администратор манежа
- Анна Строганова — тётя Дуся
- Ирина Мурзаева — администратор зрительного зала

В фильме принимают участие артисты цирка: Константин Берман, Игорь Кио, Ахматовские, Вязовы, Изотулины, В. Гаврилов, В. Калинин, В. Перепонов, Н. Павленко, Е. Шкунова-Волошина, Имби Кокамяги.

## Съёмочная группа
- Автор сценария: Виктор Драгунский
- Режиссёры: Леван Шенгелия, Глеб Комаровский
- Оператор: Леонид Крайненков
- Художники: Савет Агоян, Леван Шенгелия
- Композитор: Мурад Кажлаев